# 경상북도청
경상북도청(慶尙北道廳, Gyeongbuk Provincial Government)은 대한민국 경상북도의 행정을 총괄하는 지방행정기관으로 경상북도 경북도청신도시에 위치하고 있다. 도지사는 차관급 정무직공무원으로, 부지사는 고위공무원단 가등급에 속하는 일반직공무원이나 별정직 1급상당 지방공무원 또는 지방관리관으로 보한다.

## 청사
2016년 2월 19일에 대구광역시 북구 산격4동 구 청사에서 경상북도청신도시의 신 청사로 이전하였다. 현재 구 청사는 거의 대부분 대구광역시청의 별관으로 사용되고 있으며, 경상북도 관련 기관은 경상북도 선거관리위원회와 경상북도 남부건설사업소만 남아 있다.
2018년에 환동해지역본부가 구 청사에서 포항시 남구의 포항테크노파크(지곡로 394)로 임시 이전로 해서, 2024년 7월 1일, 포항시 북구 흥해읍 이인리에 청사로 이전을 완료했다.

## 조직

### 도지사
- 비서실[6]
- 대변인실[6]
- 소통협력담당관실[6]

| - 미래전략기획단 - 여성가족정책관실 - 인재개발정책관실 - 도청신도시추진단 감사관실 기획조정실 - 정책기획관실 - 예산담당관실 - 세정담당관실 - 혁신법무담당관실 - 대구지사실 도민안전실 - 안전정책과 - 사회재난과 - 자연재난과 자치행정국 - 자치행정과 - 새마을봉사과 - 회계과 - 청사운영기획과 - 정보통신과 문화관광체육국 - 문화예술과 - 문화유산과 - 관광진흥과 - 체육진흥과 - 문화융성사업단 농축산유통국 - 농업정책과 - 친환경농업과 - 농촌개발과 - 축산정책과 - 동물방역과 - FTA농식품유통대책단 환경산림자원국 - 환경정책과 - 환경안전과 - 물산업과 - 산림자원과 - 산림산업과 복지건강국 - 사회복지과 - 노인효복지과 - 장애인복지과 - 보건정책과 - 식품의약과 건설도시국 - 도시계획과 - 도로철도공항과 - 건축디자인과 - 토지정보과 - 하천과 - 균형발전사업단 소방본부 | - 투자유치실 일자리경제산업실 - 일자리청년정책관실 - 과학기술정책과 - 미래융합산업과 - 중소벤처기업과 - 생활경제교통과 - 사회적경제과 - 국제통상과 | - 경상북도농업기술원 - 경상북도지방공무원교육원 - 경상북도보건환경연구원 - 경상북도소방학교 - 소방서 - 포항북부소방서 - 포항남부소방서 - 경주소방서 - 김천소방서 - 안동소방서 - 구미소방서 - 영주소방서 - 영천소방서 - 상주소방서 - 문경소방서 - 경산소방서 - 의성소방서 - 영덕소방서 - 청도소방서 - 고령소방서 - 성주소방서 - 칠곡소방서 - 울진소방서 - 환동해지역본부 - 경상북도농업자원관리원 - 경상북도동물위생시험소 - 경상북도축산기술연구소 - 경상북도산림환경연구원 - 건설사업소 - 경상북도북부건설사업소 - 경상북도남부건설사업소 - 경상북도팔공산도립공원관리사무소 - 경상북도서울지사 - 경상북도산림자원개발원 - 경상북도노인전문간호센터 |

## 산하 자치단체
| - 포항시청 - 경주시청 - 김천시청 - 안동시청 - 구미시청 - 영주시청 - 영천시청 - 상주시청 - 문경시청 - 경산시청 | - 의성군청 - 청송군청 - 영양군청 - 영덕군청 - 청도군청 - 고령군청 - 성주군청 - 칠곡군청 - 예천군청 - 봉화군청 - 울진군청 - 울릉군청 |

## 정원
경상북도청에 두는 지방공무원의 정원은 다음과 같다.
| 총계          | 총계                        | 1,403명 |
| ------------- | --------------------------- | ------- |
| 정무직 계     | 정무직 계                   | 1명     |
|               | 도지사                      | 1명     |
|               |                             |         |
| 일반직 계     | 일반직 계                   | 1,200명 |
|               | 1급 이하 2급 이상           | 1명     |
|               | 3급 이하 5급 이상           | 328명   |
|               | 6급 이하                    | 863명   |
|               | 전문경력관                  | 8명     |
|               |                             |         |
| 별정직 계     | 별정직 계                   | 6명     |
|               | 1급 상당 이하 2급 상당 이상 | 1명     |
|               | 3급 상당 이하 5급 상당 이상 | 3명     |
|               | 6급 상당 이하               | 2명     |
|               |                             |         |
| 연구직 계     | 연구직 계                   | 7명     |
|               | 연구사                      | 7명     |
|               |                             |         |
| 소방공무원 계 | 소방공무원 계               | 189명   |
|               | 소방정                      | 5명     |
|               | 소방령 이하                 | 184명   |

## 재정
2018년 총예산은 전년도에 비해 4.9% 증가한 7조 8035억 9300만 원이며, 구체적인 세입·세출은 다음과 같다.
| 구분                    | 2018년 예산              | 작년 대비 증감 |
| ----------------------- | ------------------------ | -------------- |
| 지방세수입              | 1조 8100억 원            | +3.4%          |
| 세외수입                | 1558억 8984만 8000원     | +28.5%         |
| 지방교부세              | 8692억 8410만 원         | +4.2%          |
| 보조금                  | 4조 2974억 8979만 6000원 | +4.7%          |
| 보전수입 등 및 내부거래 | 6709억 2925만 6000원     | +6.8%          |

| 구분           | 구분                | 2018년 예산              | 작년 대비 증감 |
| 분야           | 부문                | 2018년 예산              | 작년 대비 증감 |
| -------------- | ------------------- | ------------------------ | -------------- |
| 일반공공행정   | 일반공공행정        | 9519억 3217만 3000원     | +2.0%          |
|                | 입법및선거관리      | 300억 5100만 7000원      | +187.2%        |
|                | 지방행정·재정지원   | 7880억 7981만 원         | -3.8%          |
|                | 재정·금융           | 93억 7500만 원           | -1.8%          |
|                | 일반행정            | 1244억 2635만 6000원     | +32.4%         |
| 공공질서및안전 | 공공질서및안전      | 2507억 5888만 7000원     | +3.4%          |
|                | 재난방재·민방위     | 1434억 5888만 7000원     | -6.0%          |
|                | 소방                | 1073억 원                | +19.4%         |
| 교육           | 교육                | 834억 901만 6000원       | +8.2%          |
|                | 유아및초중등교육    | 691억 4146만 9000원      | +5.0%          |
|                | 고등교육            | 131억 6525만 7000원      | +36.0%         |
|                | 평생·직업교육       | 11억 229만 원            | -29.1%         |
| 문화및관광     | 문화및관광          | 4511억 2456만 2000원     | -8.6%          |
|                | 문화예술            | 480억 9297만 6000원      | +7.0%          |
|                | 관광                | 2255억 2353만 3000원     | -9.2%          |
|                | 체육                | 681억 1237만 9000원      | +16.8%         |
|                | 문화재              | 844억 5900만 원          | -14.5%         |
|                | 문화및관광일반      | 249억 3667만 4000원      | -42.3%         |
| 환경보호       | 환경보호            | 5675억 8159만 1000원     | +3.7%          |
|                | 상하수도·수질       | 4685억 7741만 5000원     | +1.7%          |
|                | 폐기물              | 361억 2980만 원          | -16.8%         |
|                | 대기                | 236억 3463만 4000원      | +68.1%         |
|                | 자연                | 210억 3774만 6000원      | +33.6%         |
|                | 해양                | 95억 3692만 5000원       | +76.9%         |
|                | 환경보호일반        | 86억 6507만 1000원       | +11.1%         |
| 사회복지       | 사회복지            | 2조 8353억 9505만 7000원 | +13.5%         |
|                | 기초생활보장        | 8132억 9090만 4000원     | +4.1%          |
|                | 취약계층지원        | 2896억 7450만 7000원     | +9.8%          |
|                | 보육·가족및여성     | 5157억 3282만 1000원     | +2.7%          |
|                | 노인·청소년         | 1조 1653억 8734만 9000원 | +29.1%         |
|                | 노동                | 427억 6237만 6000원      | +7.9%          |
|                | 보훈                | 85억 4710만 원           | +8.9%          |
| 보건           | 보건                | 1292억 8247만 4000원     | +25.6%         |
|                | 보건의료            | 1241억 285만 6000원      | +26.6%         |
|                | 식품의약안전        | 51억 7961만 8000원       | +5.0%          |
| 농림해양수산   | 농림해양수산        | 9869억 1323만 8000원     | -4.8%          |
|                | 농업·농촌           | 7213억 7902만 4000원     | -3.6%          |
|                | 임업·산촌           | 1938억 9715만 4000원     | -12.1%         |
|                | 해양수산·어촌       | 716억 3706만 원          | +5.9%          |
| 산업·중소기업  | 산업·중소기업       | 2100억 292만 1000원      | +9.1%          |
|                | 산업금융지원        | 142억 864만 5000원       | +9.7%          |
|                | 무역및투자유치      | 232억 7830만 원          | -6.2%          |
|                | 산업진흥·고도화     | 601억 4127만 4000원      | +23.6%         |
|                | 에너지및자원개발    | 1118억 7470만 2000원     | +5.5%          |
|                | 산업·중소기업일반   | 5억 원                   | 순증           |
| 수송및교통     | 수송및교통          | 2971억 8955만 3000원     | -6.5%          |
|                | 도로                | 2421억 1128만 9000원     | -12.2%         |
|                | 도시철도            | 44억 1700만 원           | -22.3%         |
|                | 대중교통·물류등기타 | 506억 6126만 4000원      | +40.3%         |
| 국토및지역개발 | 국토및지역개발      | 4243억 4811만 1000원     | +3.3%          |
|                | 수자원              | 1732억 740만 원          | +10.7%         |
|                | 지역및도시          | 2445억 9671만 1000원     | -1.1%          |
|                | 산업단지            | 65억 4400만 원           | -5.0%          |
| 과학기술       | 과학기술            | 344억 271만 원           | +3.0%          |
|                | 과학기술일반        | 344억 271만 원           | +3.0%          |
| 예비비         | 예비비              | 707억 2400만 원          | -17.4%         |
|                | 예비비              | 707억 2400만 원          | -17.4%         |
| 기타           | 기타                | 5105억 2870만 7000원     | +9.2%          |
|                | 기타                | 5105억 2870만 7000원     | +9.2%          |

## 같이 보기
- 경상북도
- 경상북도지사
- 경상북도의회
- 경상북도교육청
- 경상북도체육회
- 대구경북경제자유구역청
- 경상북도청신도시